# Te és az éjszaka
A Te és az éjszaka (eredeti cím: Les Rencontres d'après minuit; szó szerinti fordításban: éjféli találkozások) erotikus francia filmdráma, amit 2013. november 13-án mutattak be a Cannes-i fesztiválon. A filmet Yann Gonzalez írta és rendezte. Gonzalez gyakran említést tesz arról, milyen fontos számára a szexualitás és hogy hogyan lehet a szex egyszerre tragikus, drámai vagy vicces. A film többek közt ezt próbálja meg egy elvont, szentimentális orgia köntösébe bújtatva tükrözni. A megfoghatatlan, rikító vallási giccs és játékos fraudi szimbolizmus jelenléte teszi jellegzetessé. Yann Gonzalez testvére, Anthony Gonzalez közreműködött a filmzenében M83 nevű bandájával. Bár több kritikus is Pedro Almodóvar és David Lynch hatását fedezi fel a filmben, azért az mégis sokkal árnyaltabb, mint hogy csak a fentebb említett rendezők műveinek keveréke legyen. Meglehetősen sajátságos alkotás Beatrice Dalle, Eric Cantona és Alain Delon fia, Alain Fabien Delon szereplésével.
A Csődör szerepét alakító Éric Cantona korábban a Manchester United labdarúgója volt.

## Cselekmény
Éjfél körül jár az idő. Egy fiatal pár, Ali és Mathias és transzvesztita cselédjük éppen egy orgiára készülnek. A vendégeik: A Kurva, A Sztár, A Csődör és A Tini. Mind különböző neműek és korúak, az egyetlen közös bennük az eltúlzott szexuális vágy. Mielőtt kezdetét vehetné a szórakozás, a résztvevőknek azonban be kell mutatkozniuk. Egyenként mesélik el különös, fantasztikus történetüket. Van köztük mese egy már-már természetfeletti szerelmespárról is, akik a halhatatlanság melankóliájával küzdenek, míg más ödipális, félresikerült flörtről számol be.  Amint a vendégek bemutatkoztak, a házigazdák is elmondják a maguk bensőséges történetét a halhatatlanságról és a szerelemről, ami a halált keresztezi. Emiatt szándékoznak az örökkévalóságot orgiákkal színesíteni.  Ahogy ez megkezdődik, a fantázia és a valóság összemosódik, a csoport tagjai pedig egyszerre lesznek a megfigyelői és a résztvevői az eseményeknek. A cselekmény nagy része a pár lakásában, egy szobában zajlik, míg a személyes történetek legtöbbször egy szürreális, álomszerű világban játszódnak, ahol háttérként festmények emelik ki az egyes személyek meséjének művészi oldalát és tragikumát. Mindez inkább egy események nélküli, visszaemlékezésekből és monológokból álló formát eredményez minimális akcióval.

## Szereplőgárda
- Kate Moran – Ali
- Niels Schneider – Matthias
- Nicolas Maury – Udo
- Éric Cantona – A Csődör
- Fabienne Babe – A sztár
- Alain Fabien Delon – A Tini
- Julie Brémond – A Kurva
- Béatrice Dalle – Parancsnok
- Jean-Christophe Bouvet – Dandártábornok-vezető
- Pierre-Vincent Chapus – Helyettes brigadéros
- Dominique Bettenfeld – Rendőr

## Díjak és jelölések
- Athens International Film Festival, Golden Athena- Legjobb képi világ díj
- Cannes Film Festival, Golden Camera, Queer Palm jelölés
- Chéries-Chéris, Grand Prize Chéries-Chéris jelölés
- Cork International Film Festival, Közönség díj jelölés
- Milan Film Festival, Legjobb játékfilm díj
- Sitges – Catalonian International Film Festival, Legjobb mozgókép jelölés